# Eleanor Haslam
Eleanor Haslam (Eleanor Jean Haslam, verheiratete Jensen; * 11. September 1939 in Saskatoon) ist eine ehemalige kanadische Sprinterin und Mittelstreckenläuferin.
Bei den Olympischen Spielen 1956 in Melbourne schied sie über 100 m, 200 m und in der 4-mal-100-Meter-Staffel im Vorlauf aus.
1958 gewann sie bei den British Empire and Commonwealth Games in Cardiff Bronze mit der kanadischen 4-mal-110-Yards-Stafette und wurde Sechste über 220 Yards.
Bei den Olympischen Spielen 1960 in Rom erreichte sie über 100 m das Viertelfinale und schied über 200 m, 800 m und mit der kanadischen 4-mal-100-Meter-Stafette im Vorlauf aus.
Je zweimal wurde sie Kanadische Meisterin über 100 m bzw. 100 Yards (1956, 1958) und 220 Yards bzw. 200 m (1958, 1960) und einmal über 60 Yards (1957).
1974 wurde sie in die Saskatchewan Sports Hall of Fame aufgenommen.

## Persönliche Bestzeiten
- 100 m: 11,9 s, 1956
- 220 Yards: 24,12 s, 1958
- 800 m: 2:10,0 min, 6. September 1960, Rom